# Chrysotoxum kirghizorum
Chrysotoxum kirghizorum är en tvåvingeart som beskrevs av Peck 1974. Chrysotoxum kirghizorum ingår i släktet getingblomflugor, och familjen blomflugor. Inga underarter finns listade i Catalogue of Life.